# BuzzStreets Ltd
BuzzStreets Ltd é uma empresa inglesa com capital maioritariamente português, sediada em Londres e com escritório em Lisboa, especializada em posicionamento e navegação dentro de espaços internos. O sistema de navegação criado pela BuzzStreets assenta na utilização de pequenos dispositivos Bluetooth Low Energy, também conhecidos como beacons, que permitem localizar e navegar as pessoas dentro de espaços complexos fechados, onde a utilização do sinal GPS torna-se inadequada.
A BuzzStreets fornece os seus serviços através de uma App, suportada em dispositivos Android e iOS. A App criada pela empresa, consegue perfeitamente combinar e fazer a passagem de um espaço externo para um espaço interno, ajudando os utilizadores a navegarem desde a porta da sua casa, seja a pé, de carro ou transporte público, até ao local exato dentro de um edifício. BuzzStreets também inclui serviços como: Analise de Dados, Marketing de Proximidade e Notificações Contextuais, que visam melhorar e personalizar a experiência do utilizador. Os mercados que utilizam esta tecnologia com mais frequência são os hospitais, universidades, centros comerciais, aeroportos, estádios e eventos de grande dimensão. A maior parte do desenvolvimento da tecnologia é realizada em Londres e Moscovo e o dia a dia das operações é efetuado no escritório de Londres, com um segundo escritório de apoio comercial em Lisboa.

## História
Fundada por João Fernandes, a BuzzStreets surgiu em 2015 como uma proposta para facilitar a mobilidade na cidade de Lisboa. A ideia foi criar uma plataforma que reunisse toda a informação sobre as ocorrências que podiam interferir no transito da cidade e juntar essa informação num único ponto de acesso. Em 2015, ainda não existiam Apps como Waze e o Google Maps não estava atualizado com as interferências no transito, em tempo real. Havia grande interesse pelo projeto, mas pelo facto de ser um período de crise, o projeto acabou por não ter grande tração.
Em 2015, BuzzStreets foi contactada pela incubadora de empresas Level39, pertencente ao Canary Wharf Group. Estate of Canary Wharf que se encontra situado no sudoeste de Londres, é um espaço muito aprazível que reúne as sedes das maiores empresas do mundo como a JP Morgan, Citybank, Bank of America, etc. Todos os dias, passam pelo Estate of Canary Wharf mais de 120mil pessoas para trabalhar e visitar o Estado e o objetivo proposto à BuzzStreetss, foi encontrar formas de gerir da melhor maneira este grande fluxo de pessoas, no sentido de aproveitar o espaço e os serviços existentes. Foi aqui que a BuzzStreetss mudou a sua perspetiva passando de Outdoor para Indoor Navigation System. Com esta nova visão, foi desenvolvido em 2017, e com sucesso, o primeiro projeto-piloto.
Até a data, BuzzStreets já realizou vários projetos em Portugal e Inglaterra, entre os quais Chelsea & Westminster Hospital, Estate of Canary Wharf, Level 39, London Tech Week, ISCTE- IUL, Centro Hospitalar e Universitário de Coimbra e o Hospital de São Francisco Xavier. A BuzzStreetss foi também convidada a pertencer ao núcleo fundador do Cluster Smart Cities Portugal. A tecnologia da empresa foi reconhecida com os prémios de Madrid Smart Lab (patrocinado pela Madrid City Council e Ferrovial), Cognicity Challenge (Canary Wharf Group/L39) e Department for International Trade.
Neste momento, BuzzStreets desenvolve vários projetos a nível europeu e mundial, com clientes que vão desde cidades, hospitais, centros comerciais, aeroportos, museus, universidades e estádios.

## Prémios
BuzzStreets já recebeu vários prémios, entre os quais:
1. Prémio de mobilidade do Madrid Smart Lab 
2. Prémio na competição Cognicity Challenge organizada pelo Canary Wharf Group 
3. Uma das 7 empresas premiadas na categoria Investor Recognition Award pelo Department for International Trade do Reino Unido 